# Навдех
Навде́х (тадж. Навдеҳ) — село у складі Хатлонської області Таджикистану. Входить до складу джамоату імені Худойора Раджабова Восейського району.
Назва означає нове село. Колишня назва — Питомнік.
Населення — 352 особи (2010; 348 в 2009).